# José Luis Orbegozo
José Luis Orbegozo Balzola (San Sebastián, Guipúzcoa, 2 de septiembre de 1929-Ibidem, 17 de enero de 2010) fue un empresario español, presidente de la Real Sociedad de 1967 hasta 1983.

## Biografía
Socio de la Real desde la infancia, en 1966 entró en la directiva presidida entonces por Antonio Vega de Seoane y ocupó el cargo de tesorero hasta que en 1967, después del histórico ascenso a Primera División, fue nombrado presidente.
Bajo su mandato la Real se consolidó en Primera, se clasificó por primera vez para competiciones europeas y vivió sus años más gloriosos con la consecución de dos títulos de Liga y una Supercopa.
Fue un firme defensor de la apuesta por la cantera y, con él de presidente, la Real se abrió a todo el territorio de Guipúzcoa.
En 1983 fue relevado en la Presidencia por Iñaki Alkiza y recibió la medalla de oro y brillantes del club donostiarra.
Murió en la capital guipuzcoana a la edad de 80 años de un infarto cerebral mientras veía un partido de la Real Sociedad. Su funeral aconteció en la Catedral del Buen Pastor donostiarra y a él acudió la totalidad de la escuadra txuriurdin de la temporada 2009-2010, así como los últimos presidentes y dirigentes de la entidad, así como jugadores míticos de todos los tiempos, como Górriz, Periko Alonso o López Ufarte
El campo principal (Z-1) de las Instalaciones de Zubieta, donde entrena la Real Sociedad, recibe desde 2010 el nombre de José Luis Orbegozo en homenaje a este presidente. Este campo fue inaugurado en 1980 por Orbegozo, quien quiso construir en Zubieta un nuevo estadio para la Real Sociedad. El proyecto se aprovechaba de una subvención por la utilización del nuevo campo como sede del Mundial 1982, pero esto no llegó a producirse por la oposición del ayuntamiento. Una vez descartada San Sebastián como sede del Mundial, el proyecto se paralizó, y el campo, cuyas obras ya se habían iniciado, fue reconvertido en campo de entrenamiento y ciudad deportiva de la Real Sociedad.